# Костел Святої Ядвіги (Пилатківці)
Костел Святої Ядвіги Сілезької в Пилатківцях — культова споруда, парафіяльний римо-католицький храм у селі Пилатківцях Борщівської громади Чортківського району Тернопільської области України.

## Відомості
У 1909 році освячено костел, який збудували на початку XX століття.
До 1992 року будівля храму використовувалася, як колгоспний склад.